# Whamon
Whamon je fiktivni lik iz Digimon franšize koje se pojavljuje u prvoj, drugoj i četvrtoj sezoni animea kao saveznik Izabrane djece. Whamon je divovski morski Digimon čije ime dolazi od engleske riječi "whale", što znači kit. Iako se radi o istom Digimonu, postoje terminološke razlike između Whamona koji žive uz obale otoka File i onih koji žive u Oceanu. Ovi prvi nazivaju se Whamon (Champion), dok se ovi potonji nazivaju Whamon (Ultimate). Whamoni su ujedno zakleti zaštitnivi Oceana, a njihova veličina čini ih jednim od najvećih Digimona koji postoje. Količina podataka koja je sadržana u njima toliko je velika da ju ljudsko računalo ne može obraditi. 

## Pojavljivanja

### Anime

#### Digimon Adventure
Nakon što poraze Devimona i od Gennaija saznaju za Kontinent Server, djeca, uz pomoć Digimona, naprave splav kojom će doploviti do Kontinenta. No, tijekom plovidbe naiđu na velike valove i primijete divovsku sjenu ispod morske površine. Iako isprva nisu imali pojma o čemu se radi, kada je sjena izronila uočili su masivnog kitolikog Digimona, Whamona (isprva su ga, doduše, zamijenili za otok). Iako Digimoni potvrde da se radi o dobronamjernom Digimonu, Whamon pojede djecu i u svom želudcu ispusti kiselinu na djecu. Kako im životi postaju ugroženi, djeca moraju smisliti alternativno rješenje. Ubrzo uočavaju jedan zalutali Crni zupčanik u Whamonovom želudcu, kojega Tai brzo uništi. Želučana kiselina tada se povukla, a Whamon je izbacio djecu. Tada im se ispričao i ponudio ih odvesti do Kontinenta. Djeca su mu, usput, spomenula priču o Simbolima i Amuletima. Whamon je rekao kako nije vidio nikakve Simbole, ali kako zna za skrivenu podvodnu špilju u kojoj je Devimon nešto sakrio. 
Odvede ih do tamo i odluči pričekati dok se ne vrate. Tamo djeca nailaze na Drimogemona koji štiti trgovinu u kojoj je Devimon sakrio Amulete ili Simbole. Nakon što Drimogemona oslobode utjecaja Crnog zupčanika (ovaj je nakon toga bio vidno zbunjen) i pronađu kutiju s Amuletima, djeca odlaze prema Kontinentu. Whamon ih odbaci na jednoj stjenovitoj plaži (što je bilo u skladu s Etemonovim predviđanjima) i otplovi nazad u Ocean. 
Gospodari tame su, tijekom odsustva djece, preuzeli kontrolu nad Digitalnim svijetom. Kontrolu nad morima i obalnim pordučjima dobio je moćni i tašti MetalSeadramon. Whamon je tako postao predvodnik pokreta otpora u toj regiji. Kada je MetalSeadramonov prvi pokušaj ubijanja djece propao, ovaj je krenuo za njima i započeo borbu na otovrenom moru. Kako mu tu djeca nisu bila dorasla, MetalSeadramon je bio spreman za posljednji napad, no tada se u borbu umiješao Whamon. Napao je MetalSeadramona, stvorio diverziju i pobjegao s djecom u dubine mora. Bijesan i željan osvete, MetalSeadramon je poslao svoje Divermone u potragu za Whamonom. Iako su se neko vrijeme uspješno skrivali (pogled u okolinu imali su preko Izzyjevog laptopa), Divermoni su ih locirali i javili MetalSeadramonu (naime, Whamon je bio laka meta zbog svoje veličine). Iako su se Divermona riješili daljnim ronjenjem (tlak je uništio njihove boce s kisikom), MetalSeadramon ih je sustigao velikom brzinom i pratio sve do malene podvodne špilje. Iako velik, Whamon se uspio provući i iznijeti djecu na kopno, dok se MetalSeadramon zaglavio u špilji. Kada su došli na površinu, djeca su naredila Whamonu da se povuče (jer je bio laka meta), što je on uz jedan napad i napravio. No, kada je WarGreymon upao u probleme prilikom borbe s MetalSeadramonom, Whamon je nanovo internevirao i napao MetalSeadramona. Vidno iziritiran, MetalSeadramon je, uz izjavu kako mu je dosadio, lansirao napad na Whamona koji je bez problema prošao kroz njega. WarGreymon je tada porazio i ubio MetalSeadramona. Prilikom svog oproštaja s djecom, Whamon je objasnio kako će s nestankom MetalSeadramona doći i do povlačenja njegove regije. Pozdravivši se, Whamon umire. Djeca će kasnije napraviti grob u njegovu čast. 
Whamonova smrt ostala je i do danas jedna od najpotresnijih scenau cijelom animeu. Kako su scene smrti u animeu bile uglavnom ograničene na neprijateljske Digimone, smrt jednog od saveznika djece bila je izniman šok, koji je bio utoliko veći što je Whamon umro žrtvujući sebe i svoj život za spas djece i njihovih Digimona.

#### Digimon Adventure 02
Whamon se u drugoj sezoni prvi puta pojavljuje kako bi pomogao djeci pobjeći iz podvodne platforme, dok se Ikkakumon i Submarimon bore protiv MegaSeadramona pod utjecajem Đavolje spirale. Tijekom spašavanja, komično komentira kako je izgubio par kilograma. Kasnije, kada djeca započnu s vraćanjem Digimona u Digitalni svijet, jedan se Whamon pojavljuje u Australiji, u blizini Velikog koraljnog grebena, no nepoznato je, je li taj Whamon partner nekog djeteta ili je samo jedan od zalutalih Digimona. U svakom slučaju, vraćen je natrag u Digitalni svijet. 

#### Digimon Tamers
Kada Vikaralamon, jedan od 12 Deva, započne svoju destruktivnu "paradu" po Tokiju i tako na nebu otvori vrata za Digitalni svijet, Whamon se može vidjeti među hrpom silueta Digimona u tom procjepu. 

#### Digimon Frontier
Whamon se pojavljuje i u četvroj sezoni animea, Digimon Frontier, i to u dvije epizode. Nakon što djeca pobjegnu iz Seraphimonovog dvorca, Trailmon ih odvede do tajne podvodne špilje u kojoj se nalazi maleno jezero. Nakon što djeca prouče situaciju, iz malenog jezera izleti pobješnjeli i zbunjeni Whamon. Jasno, dogodilo se to da se tako veliki Digimon ne može snaći u tako malenoj površini, zbog čega konstantno ima klaustrofobične napadaje. Djeca ga, nakon izvjesnog vremenskog perioda (tijekom kojega je gotovo urušio špilju), uspijevaju smiriti i ovaj im govori kako je tamo završio. Grumblemon, koji skuplja D-Code za Cherubimon, došao je do obale oceana i skenirao podatke, izazvavši tako urušavanje zemlje koje je stvorilo vir. Whamon je usisan u taj vir te je tako, a da uopće ne zna kako, završio u toj malenoj špilji. 
U tom trenutku u špilju dolaze Grumblemon i Arbormon (koji Digivoluira u Petaldramona) i napdaju djecu. Dok se Lobomon i Agunimon bore s Petaldramonom, Grumblemon (koji još uvijek ima Zoein H-Spirit, ali mu je ukraden njegov B-Spirit) napada Zoe, Tommyja i J.P.-ja. J.P. Digivoluira u Beetlemona i bori se s Grumblemonom, a u pomoć mu priskače i Whamon. Tijekom borbe, Whamonu izbaci J.P-jev B-Spirit iz sebe (ispostavilo se da ga je slučajno pojeo zajedno s morskom travom koju je jeo). Iako ga Grumblemon pokušava ukrasti, J.P. je brži i odmah Digivoluira u MetalKabuterimona. Nakon što stekne kontrolu nad Spiritom, porazi Grumblemona, vrati Zoe njezin Spirit i eliminira jednog od neprijatelja. Špilja se tada počinje urušavati, a Whamon "poveze" djecu sa sobom i odvodi ih na sigurno. Kasnije ih ostavlja na jednom otoku i zahvaljuje im na pomoći, odlazeći ponovo u veliki ocean, svoje prirodno stanište.

### Manga

#### Digimon Adventure V-Tamer 01
Lord Whamon (ホエーモン様 Whamon-sama) je Whamon koji djeluje kao zaštitnik Oceana, no po dolasku Deemonove vojske, bio je preslab kako bi se borio s Lord Marineom, koji je izvršio invaziju na njegov teritorij. Kada je čuo za dolazak Taichija i Zeromarua, naredio je Gonu da ih dovede. Tada im je objasnio prirodu Digitalnog svijeta i njegovu vlastitu ulogu u svemu tome. Uskoro predaje Taiju Digivice 01 te imenuje Gona kao svog nasljednika na poziciji zaštitnika Oceana, nakon čega i umire. Gon tada pokupi njegovo Digi-jaje i nosi ga na sigurno. 

### Igre

#### Digimon Adventure: Anode/Cathode Tamer
Whamon je u ovoj igri varijabilni Digimon koji saveznicima obnavlja 25% DP-a.

#### Digimon Adventure 02: Tag Tamers
U ovoj se igri pojavljuju kao Ryovi neprijatelji u domeni Darkness Server 2, a mogu se dobiti Digivoluiranjem Dolphmona u liniji 56.

#### Digimon Tamers: Brave Tamer
U Brave Tameru se pojavljuju kao neprijatelji u domeni Dark Taichi's Crevasse, a Whamon karta obnavlja sva svojstva jednog Digimona (naziva se "Force Chip"). 

#### Digital Monster D-Project
U ovoj se igri Whamon može dobiti digivoluiranjem iz Dolphmona, a kasnije može digivoluirati u MarineAngemona. 

#### Digimon World 2
U ovoj se igri može dobiti Digivoluiranjem Dolphmona i Ikkakumona, a kasnije Digivoluira u MarineAngemona. Whamon spada u ledene Digimone, a njegov specijalni napad je Tidal Wave.

#### Digimon World 3
U ovoj se igri Whamon (Champion) može pronaći u domeni Magasta Undersea Base, dok se Whamon (Ultimate) može pronaći u domeni Seabed, u koju se dolazi preko Amaterasu Cityja te u samom Amaterasu Cityju, gdje se može dobiti pecanjem. Whamon (Champion) se pojavljuje i kao Plava karta sa statistikom 18/18, čime je najjača Plava Champion karta.

#### Digimon Digital Card Battle
U ovoj simulaciji kartaške igre Whamon se susreće kao protivnik u Igloo Cityju. Whamon se pojavljuje i kao karta ledene specijalnosti, s 1800 HP-a. S tim iznosom HP-a, Whamon je, po toj statistici, najjača Champion karta, sličnija Ultra kartama. 

#### Digimon World DS
U ovoj se igri Whamon može dobiti Digivoluiranjem Gekomona, a kasnijom Digivolucijom postaje Plesiomon. Osim na taj način, može se susresti i u domeni Under Sea Drive. 

#### Digimon World Dawn/Dusk
U ovoj se igri, kao i u D-Projectu, Whamon može dobiti digivoluiranjem iz Dolphmona, a kasnije može digivoluirati u MarineAngemona.

## Sposobnosti
- Nosna strijela (Blasting Spout / Jet Arrow) - ispaljuje mlaz vode na protivnika
- Plimni val (Tidal Wave) - počinje kružno plivati, stvarajući tako divovske valove na sve strane
- Napad ugrizom (Mouth-clamping Attack)

## Zanimljivosti
- Whamon ima jednu svoju varijaciju, KingWhamona, koji se pojavljuje kao jedan od ključnih Digimona u 6. sezoni animea, Digimon Xros Wars.

## Vanjske poveznice
Whamon na Digimon Wiki